# 하루타역
하루타역(일본어: 春田駅)은 일본 아이치현 나고야시 나카가와구에 있는 도카이 여객철도 간사이 본선의 역이다.

## 역 구조 및 승강장
상대식 승강장 2면 2선으로 이루어진 교환 가능한 고가역. 남쪽의 노선(1번선)이 주 본선, 북쪽의 노선(2번선)이 행위선으로 된 일선 스르 방식으로 이루어진 관계로 통과 열차는 모두 1번선을 경유한다. 단 정차하는 열차는 방향별로 승강장을 나누어 사용한다.
도카이 교통 사업의 직원이 업무를 담당하는 업무위탁역으로, 구와나역이 이 역을 관리하고 있다. 고가 아래의 역사 내부에는 발권 창구 및 자동 개찰기, 승차권 자동 발매기(TOICA 비대응)등이, 또한 개찰 내에 TOICA 현금기를 설치하였다. 영업 시간은 5:40 - 22:10이다. 배리어 프리 대응으로, 승강장과 연결되는 엘리베이터 2기가 설치되어 있다.
JR의 특정 도구 시내 제도에 걸친 '나고야 시내'의 역이며, 간사이 본선에서는 가장 서쪽이다.
| 1 | ■ 간사이 본선 | 하행 | 욧카이치 · 마쓰사카 방면 |
| 2 | ■ 간사이 본선 | 상행 | 나고야 방면              |

## 이용 현황
개업 전에는 약 4,000명 정도가 이용할 것으로 전망되었다. 현재 나고야 시 통계 연감에 의하면, 이 역의 하루 평균 승차 인원은(하차 인원은 포함하지 않음)은 이하와 같이 추이되고 있다.
- 2003년도 - 2,261명
- 2004년도 - 2,495명
- 2005년도 - 2,715명
- 2006년도 - 2,808명
- 2007년도 - 2,969명
- 2008년도 - 3,042명
- 2009년도 - 3.121명

간사이 본선의 JR 도카이 관할 구간에서는 나고야역, 구와나역에 다음으로 3번째로 많은 숫자이다. 또 보통열차이 정차하는 역임에도 불구하고 주요 역인 욧카이치역(2,238명)이나 가메야마 역(2,170명) 및 이웃에 위치하는 구간 쾌속 정차역인 가니에역(2,933명)보다도 많다. 이것은 다른 역과 비교할 때, 거의 같은 구간을 달리는 긴키 닛폰 철도 나고야 선으로부터 비교적 떨어져 있다는 점, 나고야 역까지 8~10정도밖에 걸리지 않는다는 편리성으로 인해 최근 몇년간 이 역 주변에 주택가가 증가한 것으로 보인다. 또 역 부근에 지하철 노선이 없는 점, 역 개설 전에 이 지역부터의 주요한 수송수단이었던 시 버스도 편리성이 떨어지는 것 또한 이용자가 많은 이유이다. 이로 인해 아침, 저녁의 러시아워 시간대 보통 열차의 혼잡율은 이 역을 경계로 큰 상승치, 저하치를 나타낸다.

## 역 주변
- 나카가와 구청 도미다 지소
- 나카가와 보건소 도미다 분실
- 도미다 도서관
- 도미다 공원
- 국도 제302호선

## 역사
1970년경부터 현지에서 역 설치를 요구하는 의견이 나옴에 따라 1992년에 나고야 시와 도카이 여객철도 간에 역 설치에 관한 기본 협정이 체결되었다. 그 후, 1998년에 역 주변 지구가 시가지 정비 통합 지원 사업으로 지정되어, 나고야 시, 나고야 시 주택 공급 회사, 도카이 여객철도 간에 기본 협정 공사 협정이 체결되었으며, 1999년부터 역 건물을 착공하게 되었다.
- 1993년 8월 1일 : 핫타 - 가니에 간에 하루타 신호장 개설.
  - 개업일을 1993년 7월 18일로 보는 설도 있다.
- 2001년 3월 3일 : 역으로 승격, 하루타역개업.
- 2006년
  - 7월 : TOICA 도입에 따라 IC 카드 판독기가 달린 간이형 자동 개찰기로 변경.
  - 11월 25일 : TOICA 도입.

## 인접 역
| 도카이 여객철도 간사이 본선 | 도카이 여객철도 간사이 본선 | 도카이 여객철도 간사이 본선     |
| --------------------------- | --------------------------- | ------------------------------- |
| 핫타 나고야 방면            | ■ 간사이 본선               | 가니에 욧카이치 · 가메야마 방면 |